# Девід Ділуша
Девід Ділуша (англ. David DiLucia; нар. 15 січня 1970, Норрістаун, Пенсільванія, США) — колишній американський тенісист.
Найвищу одиночну позицію світового рейтингу — 248 місце досяг 12 жовтня, 1998, парну — 92 місце — 19 жовтня, 1998 року.
Найвищим досягненням на турнірах Великого шолома було 3 коло в парному розряді.

## Титули на челленджерах

### Парний розряд: (9)
| Ранг | Дата | Турнір                  | Покриття | Партнер       | Суперники                      | Рахунок       |
| ---- | ---- | ----------------------- | -------- | ------------- | ------------------------------ | ------------- |
| 1.   | 1993 | Монтебелло, Канада      | Тверде   | Даг Флек      | Лен Бейл Мауріс Руа            | 6–3, 6–2      |
| 2.   | 1994 | Бінгемтон, США          | Тверде   | Кріс Вудруфф  | Невілл Годвін Скотт Сайґерсет  | 4–6, 6–4, 6–3 |
| 3.   | 1995 | Белу-Оризонті, Бразилія | Тверде   | Ден Кронауґ   | Егберту Калдас Крістіану Теста | 6–7, 6–3, 6–3 |
| 4.   | 1996 | Бронкс, США             | Тверде   | Скотт Гамфріс | Кріс Гаггард Кріс Вілкінсон    | 6–4, 6–1      |
| 5.   | 1996 | Урбана, США             | Тверде   | Скотт Гамфріс | Брендон Коуп Трей Філліпс      | 6–4, 6–2      |
| 6.   | 1997 | Лас-Вегас, США          | Тверде   | Майкл Селл    | Пол Ґолдстейн Джим Томас       | 6–4, 6–4      |
| 7.   | 1998 | Салінас, Еквадор        | Тверде   | Майкл Селл    | Маріано Худ Себастьян Прієто   | 7–6, 6–4      |
| 8.   | 1998 | Сан-Антоніо, США        | Тверде   | Майкл Селл    | Майкл Гілл Скотт Гамфріс       | 6–3, 6–1      |
| 9.   | 1999 | Х'юстон, США            | Тверде   | Майкл Селл    | Боббі Кокавец Жоселін Робішо   | 7–6, 6–0      |